# فهرست نشریات علوم پزشکی ایران
فهرست نشریه‌های علوم پزشکی ایران مصوب کمیسیون نشریات علوم پزشکی کشور

## فارسی
- پژوهش در پزشکی
- مجله دانشکده پزشکی دانشگاه علوم پزشکی تهران
- مجله پزشکی دانشگاه علوم پزشکی و خدمات بهداشتی- درمانی تبریز
- مجله نظام پزشکی جمهوری اسلامی ایران
- طب و تزکیه
- مجله دانشکده پزشکی اصفهان
- مجله دانشگاه علوم پزشکی کرمان
- مجله علمی پزشکی قانونی
- مجله دانشکده دندانپزشکی دانشگاه علوم پزشکی شهید بهشتی
- مجله دانشگاه علوم پزشکی گیلان
- فصلنامه پژوهش در آموزش علوم پزشکی
- بینا
- روان‌پزشکی و روان‌شناسی بالینی ایران (اندیشه و رفتار)
- پژوهنده
- مجله علمی دانشگاه علوم پزشکی و خدمات بهداشتی- درمانی همدان
- مجله دندانپزشکی جامعه اسلامی دندانپزشکان
- فصلنامه علمی- پژوهشی دانشکده علوم پزشکی و خدمات بهداشتی- درمانی سبزوار
- مجله دانشگاه علوم پزشکی مازندران
- دانشور پزشکی
- مجله علمی پزشکی دانشگاه علوم پزشکی جندی شاپور اهواز
- فیض
- مجله بیماری‌های عفونی و گرمسیری ایران
- فیزیولوژی و فارماکولوژی
- مجله پزشکی حکیم
- مجله دندانپزشکی دانشگاه علوم پزشکی تهران
- مجله علوم پزشکی مدرس: آسیب‌شناسی زیستی
- مجله پزشکی ارومیه
- مجله علوم پزشکی رازی
- مجله غده درون‌ریز و متابولیسم ایران
- علوم دارویی
- مجله علمی- پژوهشی دانشگاه علوم پزشکی بابل
- کومش
- مجله علمی- پژوهشی دانشگاه علوم پزشکی و خدمات بهداشتی- درمانی زنجان
- توانبخشی
- طب جنوب
- مجله علمی دانشگاه علوم پزشکی گرگان
- بهبود
- گیاهان دارویی
- پایش
- مجله انجمن آنستزیولوژی و مراقبتهای ویژه ایران
- مجله پزشکی هرمزگان
- دیابت و لیپید ایران
- مجله دانشگاه علوم پزشکی رفسنجان
- مجله ایرانی آموزش درعلوم پزشکی
- یافته
- مجله دانشکده بهداشت و انستیتو تحقیقات بهداشتی
- مجله دانشکده پزشکی دانشگاه علوم پزشکی مشهد
- مجله دانشگاه علوم پزشکی اردبیل
- طب نظامی
- افق دانش
- مجله علوم تشریح ایران
- تحقیقات پزشکی
- تازه‌های علوم شناختی
- مجله جراحی استخوان و مفاصل ایران
- مجله علمی دانشگاه علوم پزشکی بیرجند
- مجله زنان، مامائی و نازائی ایران
- مجله دانشکده دندانپزشکی مشهد
- خون
- مجله علمی- پژوهشی دانشگاه علوم پزشکی ارتش جمهوری اسلامی ایران
- نشریه جراحی ایران
- مجله علمی دانشگاه علوم پزشکی ایلام
- گوارش
- فیزیک پزشکی ایران
- فصلنامه علوم پزشکی دانشگاه آزاد اسلامی واحد پزشکی تهران
- علوم مغز و اعصاب ایران
- شنوایی‌شناسی
- لیزرپزشکی
- نشریه پرستاری ایران
- مجله دندانپزشکی دانشگاه علوم پزشکی شیراز
- گام‌های توسعه در آموزش پزشکی
- مدیریت سلامت
- مجله تخصصی اپیدمیولوژی ایران
- اصول بهداشت روانی
- علوم تغذیه و صنایع غذایی ایران
- مدیریت اطلاعات سلامت
- حیات
- نشریه دانشکده پرستاری و مامایی دانشگاه علوم پزشکی و خدمات بهداشتی درمانی شهید بهشتی
- سالمند
- فصلنامه دانشگاه علوم پزشکی جهرم
- مجله دانشکده دندانپزشکی اصفهان
- مجله میکروب‌شناسی پزشکی ایران
- مجله دانشگاه علوم پزشکی قم
- مجله اخلاق و تاریخ پزشکی
- تحقیقات علوم رفتاری
- سلامت کار ایران
- فصلنامه دانش و تندرستی
- سلامت و محیط
- طب جانباز
- بیمارستان
- پوست و زیبایی
- علوم غذایی و تغذیه
- فصلنامه بیماری‌های پستان
- ژنتیک در هزاره سوم
- مجله علمی تحقیقات نظام سلامت
- مجله پزشکی خراسان شمالی
- فصلنامه حقوق پزشکی
- فصلنامه اخلاق در پزشکی
- فصلنامه تاریخ پزشکی
- فصلنامه فقه پزشکی
- فصلنامه امداد و نجات
- پیاورد سلامت
- دو ماهنامه دانشکده پرستاری و مامایی ارومیه
- فصلنامه رستمینه
- مجله علوم آزمایشگاهی
- پژوهش در علوم توانبخشی
- مجله توانبخشی نوین
- طلوع بهداشت
- طب سنتی اسلام و ایران
- بیهوشی و درد
- فصلنامه علوم بهداشتی جندی شاپور اهواز
- جنتا شاپیر
- مجله دانشکده پرستاری و مامایی همدان
- مجله تحقیق در علوم دندانپزشکی
- مجله دانشگاه علوم پزشکی فسا
- مراقبتهای نوین
- طب انتظامی
- مجله پژوهش و سلامت
- مجله مراقبت مبتنی بر شواهد
- مجله مدیریت ارتقای سلامت
- مجله مرکز مطالعات و آموزش علوم پزشکی یزد
- مجله پرستاری و مامایی جامع نگر
- مجله تحقیقات کیفی در علوم سلامت
- طب کار
- مجله دندانپزشکی کودکان
- فصلنامه اخلاق زیستی
- فصلنامه بهداشت وایمنی کار
- مجله توسعه پژوهش درپرستاری و مامایی
- فصل نامه حسابداری سلامت
- مجله سلامت و بهداشت اردبیل
- قرآن و طب
- مجله مراقبتهای مزمن جندی شاپور
- توسعه آموزش جندی شاپور
- دو فصلنامه توسعه آموزش

## انگلیسی-فارسی
- مجله دانشگاه علوم پزشکی و خدمات وبهداشتی درمانی شهید صدوقی یزد
- مجله علمی دانشگاه علوم پزشکی قزوین
- مجله دانشگاه علوم پزشکی اراک
- مجله دانشگاه علوم پزشکی شهرکرد
- مجله علمی دانشگاه علوم پزشکی کردستان
- مجله تحقیقات علوم پزشکی زاهدان
- ارمغان دانش
- پژوهش پرستاری
- مجله پرستاری مراقبت ویژه
- مجله طب مکمل

## انگلیسی
- Archives of Bone and Joint Surgery-http://abjs.mums.ac.ir/

Caspian Journal of Neurological Sciences
Iranian Journal of Pharmacology & Therapeutics
- - Shiraz E Medical Journal
- Iranian Journal of Medical Hypotheses and Ideas
- Iranian Journal of Toxicology
- مجله پزشکی جمهوری اسلامی ایران (Medical Journal of The Islamic Republic of Iran)
- Iranian Journal of Medical Sciences
- DARU Journal of Pharmaceutical Sciences
- Urology Journal
- Acta Medica Iranica
- Iranian Journal of Nuclear Medicine
- Trauma Monthly(Kowsar)
- Journal of Research in Medical Sciences
- Iranian Biomedical Journal
- Archives of Iranian Medicine
- Cell Journal (Yakhteh)
- Iranian Journal of Otorhinnolaryngology
- Iranian Journal of Dermatology
- Iranian Red Crescent Medical Journal
- Journal of Reproduction & Infertility
- Iranian Journal of Public Health
- Iranian Journal of Basic Medical Sciences
- Iranian Journal of Ophthalmology
- Iranian Heart Journal
- Iranian Journal of Allergy, Asthma and Immunology
- Tanaffos
- Journal of Medical Education
- Iranian Journal of Pharmaceutical Research
- Iranian Journal of Radiation Research
- Iranian Journal of Radiology
- Iranian Journal of Pediatrics
- Journal of Dentistry, Tehran University of Medical Sciences
- Iranian Journal of Immunology
- International Journal of Endocrinology and Metabolism
- Iranian Journal of Reproductive Medicine
- Iranian Journal of Environmental Health Sciences & Engineering
- ARYA Atherosclerosis
- Iranian Journal of Pharmaceutical Sciences
- Iranian Journal of Child Neurology
- Iranian Journal of Psychiatry
- Iranian Endodontic Journal
- The Journal of Tehran University Heart Center
- Iranian Journal of Pathology
- Hepatitis Monthly
- Iranian Journal of Parasitology
- Iranian Journal of Kidney Diseases
- International Journal of Fertility & Sterility
- Iranian Journal of Nursing and Midwifery Research
- Iranian Journal of Cancer Prevention
- Journal of Ophthalmic & Vision Research
- Iranian Journal of Psychiatry and Behavioral Sciences
- Iranian Journal of Orthodontics
- Iranian Journal of Arthropod-Borne Diseases
- International Journal of Hematology-Oncology and Stem Cell Research
- Iranian Journal of Blood & Cancer
- Iranian Journal of Clinical Infectious Diseases
- Avicenna Journal of Medical Biotechnology
- Iranian Journal of Microbiology
- Iranian Journal of Virology
- International Journal of Preventive Medicine
- Iranian Cardiovascular Research Journal
- Journal of Research in Health Sciences
- Jundishapur Journal of Microbiology
- Research in Pharmaceutical Sciences
- Journal of Paramedical Sciences
- Middle East Journal of Digestive Diseases
- Journal of Injury & Violence Research
- Basic & Clinical Cancer Research
- Journal of Family and Reproductive Health
- Jundishapur Journal of Natural Pharmaceutical Products
- The International Journal of Occupational and Environmental Medicine
- Middle East Journal of Cancer
- Nephro-Urology Monthly
- Gastroenterology & Hepatology From Bed to Bench
- Journal of Dental Research, Dental Clinics, Dental Prospects
- Addiction & Health
- Asian Journal of Sports Medicine
- International Journal of Occupational Hygiene
- Iranian Rehabilitation Journal
- Dental Research Journal
- Iranian Journal of Pediatric Society
- Caspian Journal of Internal Medicine
- Journal of Lasers in Medical Sciences
- Iranian Journal of Cardiac Surgery
- Iranian Journal of Pediatric Hematology Oncology
- Journal of Cardiovascular and Thoracic Research
- International Journal of Organ Transplantation Medicine
- Journal of Periodentology & Implant Dentistry
- Anesthesiology and Pain Medicine
- Basic & Clinical Neuroscience
- Iranian Journal of Diabetes and Obesity
- Iranian Journal of Neonatology
- Journal of Medical Signal and Sensors
- Avicenna Journal of Phytomedicine
- Journal of Caring Sciences
- Journal of Occupational Health and Epidemiology
- World Journal of Plastic Surgery
- Thrita
- Dental Hypotheses
- Journal of Minimally Invasive Surgical sciences
- Archives of Trauma Research
- High Risk Behaviors & Addiction
- Health Scope
- BioImpacts
- Health Promotion Perspectives
- International journal of molecular and cellular medicine
- Educational research in medical sciences
- Future of medical education journal
- Journal of reports in pharmaceutical sciences
- Archives of hygiene sciences
- Nursing & midwifery studies
- Journal of Oral health and oral epidemiology
- Research in cardiovascular medicine
- Galen
- Journal of biomedical physics & engineering
- International journal of hospital Research
- Archives of pediatric infectious diseases
- Dentomaxillofacil radiology, pathology and surgery
- Advanced Pharmaceutical Bulletin